# ラブ・ストーリー〜小田和正ソングブック
『ラブ・ストーリー〜小田和正ソングブック』（Love Story; Kazumasa Oda Songbook）は2003年2月21日にビクターエンタテインメントから発売された、小田和正およびオフコースの楽曲を海外アーティストが英語で歌ったカバー・アルバム。

## 解説
本作は、小田和正の楽曲を海外のAOR歌手が歌ったカバー作品集である。ゲスト・ミュージシャンに小野塚晃、増崎孝司（DIMENSION）らが参加した。
オフコース通算13作目のオリジナル・アルバム『Back Streets of Tokyo』に収録された「Melody」と「Endless Nights」を、両作品の作詞を手がけたランディ・グッドラム（Randy Goodrum）自身によるセルフ・カバーとして収録。
その他の楽曲はギラ・ジルカ（Geila Zilkha）とキャンディ・シラー（Candy Siller）が英詞をつけ、ビル・チャンプリンおよびジェイソン・シェフ（Jason Scheff）らの歌唱にて録音された。「My Home Town」以外の収録作品はすべてフジパシフィック音楽出版の管理楽曲であり、本作のブックレットにも同社がクレジットされている。

## 収録曲
全作曲：小田和正
1. Kira Kira（キラキラ） / ミッキー・トーマス / 英詞：ギラ・ジルカ
2. Sayonara（さよなら） / クリストファー・クロス / 英詞：ギラ・ジルカ
3. Yes-No / ジェイソン・シェフ / 英詞：ギラ・ジルカ
4. Woh Woh / デイヴィッド・ラズリー / 英詞：ギラ・ジルカ
5. Love Story（ラブ・ストーリーは突然に） / ボビー・キンボール / 英詞：ギラ・ジルカ
6. My Home Town / ビル・チャンプリン / 英詞：ギラ・ジルカ
7. Melody（哀しいくらい） / ランディ・グッドラム / 英作詞：ランディ・グッドラム
8. Merry X'mas（君にMERRY X'MAS） / ボビー・コールドウェル / 英詞：ギラ・ジルカ
9. Endless Nights（たそがれ） / ランディ・グッドラム / 英作詞：ランディ・グッドラム
10. Love Through Time（時に愛は） / ビル・チャンプリン / 英詞：ギラ・ジルカ
11. Susan（こころは気紛れ） / ミッキー・トーマス / 英詞：キャンディ・シラー
12. Time Will Tell（秋の気配） / デイヴィッド・ラズリー / 英詞：キャンディ・シラー

## 演奏
- ビル・チャンプリン
  - Background Vocals (#1.3.6.10.11)
  - Guitars (#6)
- ジェイソン・シェフ：Background Vocals (#1.3.6.10.11)
- 増崎孝司：Guitars (#1,2.3.5.7.10.11)
- 小野塚晃
  - Fender Rhodes (#1.7.11)
  - Piano (#7.11)
- クリストファー・クロス：Background Vocals (#2)
- Shelby Flint, Myrna Smith, Carmen Grillo：Background Vocals (#4.12)
- ランディ・グッドラム
  - Background Vocals (#7)
  - Piano (#9)
- Joel Taylor：Drums (#8)
- Dave Carpenter：Bass (#8)
- Mitch Forman：Piano (#8)
- Brandon Fields：Alto Sax (#8)
- Will Champlin：Background Vocals (#11)
- Lani Gloves, Valerie Pinkston：Background Vocals (#12)